# 望廈圖書館

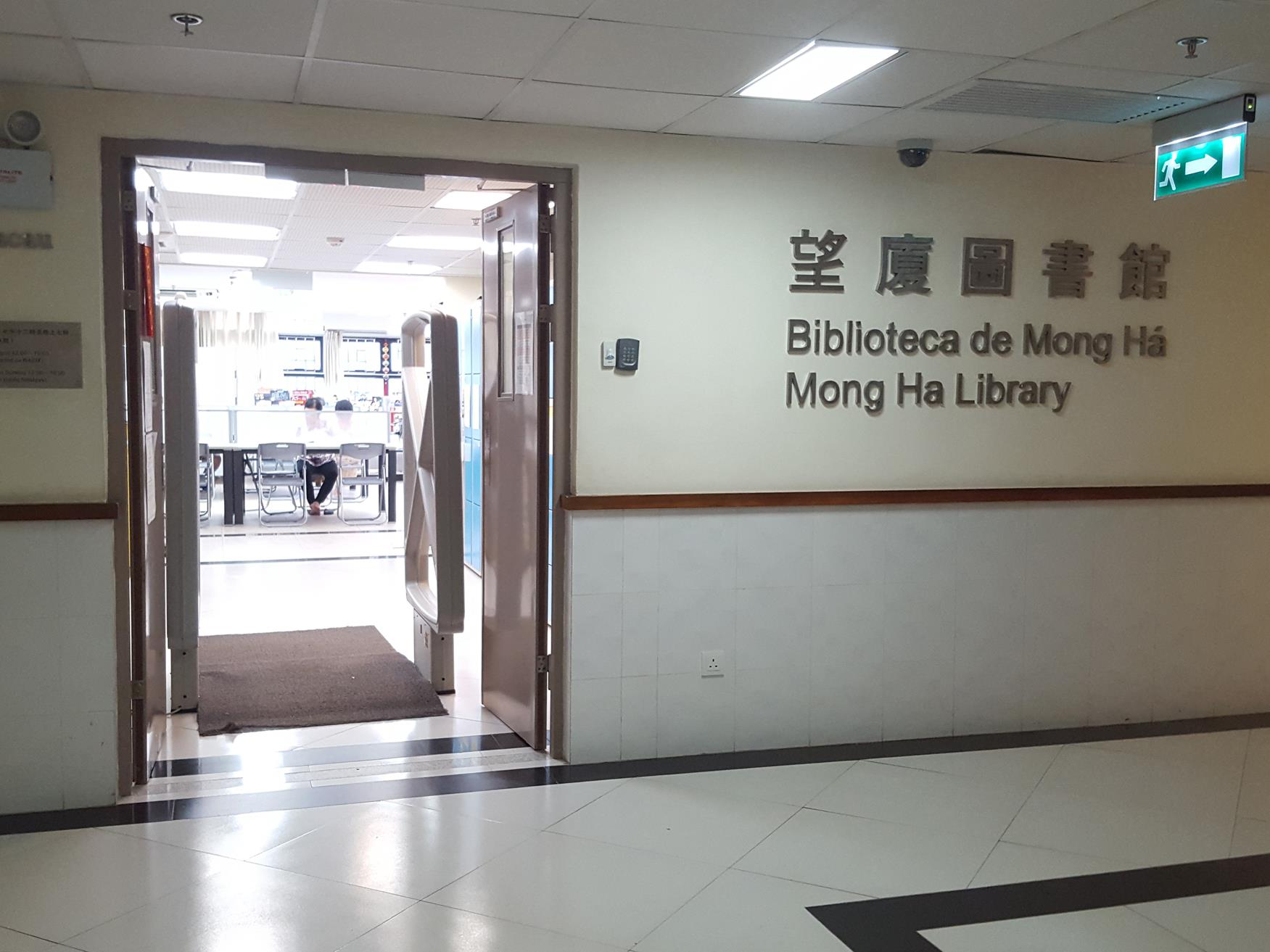
圖書館入口

22°12′24″N 113°32′59″E / 22.2066225°N 113.5498006°E
望廈圖書館（葡萄牙語：Biblioteca da Mong Há）位於澳門慕拉士大馬路望廈社屋望善樓一及望善樓二的三樓B2室，是澳門特別行政區文化局轄下的公共圖書館之一。現址於2011年12月9日啟用。

## 歷史
圖書館開設於1988年，原來是一幢三層建築物，座落於望廈新邨內。2011年4月，因應望廈社會房屋重建計劃的清拆工程而暫停服務；同年12月，遷至望廈社屋望善樓三樓重新開放。

## 館藏與服務
新館全層面積為360平方米，分為四個區域，包括閱覽區、兒童閱覽區、報刊閱覽區及多媒體視聽室等。全館有閱覽座位90個，8台寬頻上網、多媒體視聽服務的電腦及1台字體放大機。
為配合望廈社區的發展，以及考慮到讀者的需求，館藏以兒童書刊、親子教育類及長者護理書籍為主，方便附近學校的中小學生、家長及長者借閱。藏書量約30,276冊，各地報紙63種，各類雜誌175種。